# El segador (pintura)
El segador, también conocido como El campesino catalán en rebeldía o El payés catalán en rebeldía (en catalán: El pagès català en rebel·lia), fue un gran mural creado por Joan Miró en París para el Pabellón de la República Española en la Exposición Internacional de 1937. Fue una de las obras más grandes de Miró (5,50 x 3,65 m.) y que finalmente se perdió en 1938. Solo han sobrevivido unas pocas fotografías en blanco y negro.

## Antecedentes
Miró se mudó con su familia a París en 1936 para escapar de la Guerra civil española. Hasta 1937, Miró había mantenido una postura mayormente apolítica, pero tenía simpatías por la Segunda República Española, y el mural pretendía ser una protesta contra la violencia que azotaba su país. Había creado un cartel que luego se imprimió como sello postal, Aidez l'Espagne, a principios de 1937, que representaba a un payés catalán con una barretina, sombrero rojo tradicional, y agitando el puño. 
El pabellón español fue construido al lado del pabellón de la Alemania Nazi, y fue un diseño moderno de los arquitectos españoles Josep Lluís Sert y Luis Lacasa Navarro . En su interior se exhibieron numerosas pinturas y esculturas de artistas españoles. Una escultura de Alberto Sánchez Pérez, El pueblo español tiene un camino que conduce a una estrella se exhibió en el exterior, mientras la Fuente de Mercurio de Alexander Calder y el Guernica de Pablo Picasso estaban en exhibición en la planta baja.

## Descripción
Miro pintó al óleo su mural en junio de 1937, directamente sobre seis paneles cuadrados de aislamiento celotex que formaban parte de la estructura del pabellón. Estaba situado al final de un espacio abierto de doble altura con una escalera, y era visible desde dos pisos.
La obra muestra a un campesino catalán con un sombrero de barretina, símbolo de identidad catalana, y sosteniendo una hoz, a veces malinterpretada por algunos como un símbolo explícitamente comunista, pero Miró pretendía que fuera simplemente el implemento agrícola tradicional del campesino y su arma improvisada. La otra mano del campesino hace que el republicano apriete el puño en alto, y su rostro se contorsione en un grito de desesperación.
El payés había sido utilizado como símbolo del nacionalismo catalán desde el siglo XVII, y fue un tema recurrente en la obra de Miró desde la década de 1920. Sert dijo en 1968 que el trabajo de Miró se inspiró en la canción «Els Segadors» (Los segadores), que finalmente se convirtió en el himno nacional de Cataluña.
La exposición se cerró en noviembre de 1937, y el mural fue desmantelado junto con el resto del pabellón a principios de 1938. Miró donó el mural al gobierno español, y los seis paneles fueron empacados para ser transportados al Ministerio de Bellas Artes de Valencia. El mural se perdió o destruyó posteriormente, aunque sobreviven otras obras de Miró sobre celotex de 1937. Miró no parecía particularmente preocupado por la pérdida de su trabajo, tal vez porque fue eclipsado en el pabellón por el Guernica de Picasso. En 1952 Miró intentó sin éxito encontrar su ubicación.
El mural solo sobrevive en unas pocas fotografías en blanco y negro. Era principalmente negro (mentón, mejilla, ojo, oreja, dientes, brazo izquierdo, cuerpo, dientes), blanco (cara, nariz, cuello) y tonos rojos (gorro, nariz, mejilla, cuello, brazo derecho). El fondo era verde, azul y amarillo, e incluía una estrella azul y algo de piel expuesta del suelo celotex.

Pinté en un andamio directamente en el mismo espacio del edificio. Primero hice algunos bocetos ligeros para saber vagamente lo que necesitaba hacer, pero ... la ejecución de este trabajo fue directa y brutal.
Joan Miró

## Réplica

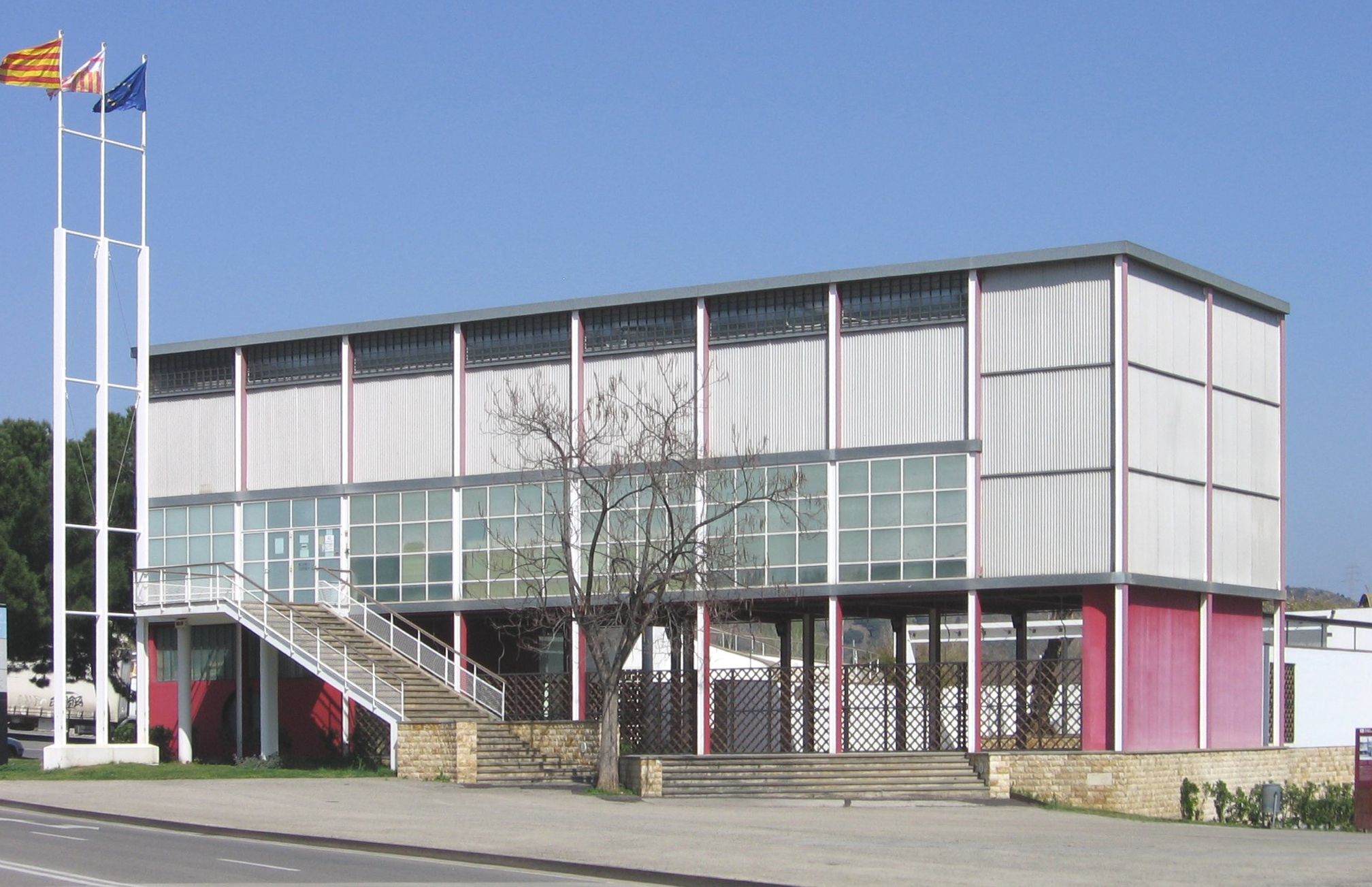
Réplica del Pabellón de la República Española en Barcelona.

Cuando se conmemoraron el 80 aniversario del Pabellón de la República Española en 2017 la Galería Mayoral realizó una reproducción en blanco y negro del cuadro que posteriormente donaron a la Universidad de Barcelona que lo instaló en la reproducción del pabellón que gestiona en El Valle de Hebrón, ocupando el mismo lugar que ocupó en su emplazamiento original.